# Antsirabe Airport
Antsirabe Airport är en flygplats i Madagaskar. Den ligger i den centrala delen av landet, 110 km söder om huvudstaden Antananarivo. Antsirabe Airport ligger 1 522 meter över havet.
Terrängen runt Antsirabe Airport är platt österut, men västerut är den kuperad. Runt Antsirabe Airport är det ganska glesbefolkat, med 27 invånare per kvadratkilometer. Närmaste större samhälle är Antsirabe, 4,9 km sydväst om Antsirabe Airport. Omgivningarna runt Antsirabe Airport är huvudsakligen savann.